# Coronado (Uruguay)
Coronado es una localidad uruguaya del departamento de Artigas.

## Ubicación
La localidad se encuentra situada en la zona noroeste del departamento de Artigas, al sur de la ciudad de Bella Unión, sobre las costas del río Uruguay, junto a la desembocadura del arroyo Santa Rosa en el mencionado río.
Forma parte del conjunto agrícola intensivo que rodea a Bella Unión, de la que es un suburbio.

## Historia
Debe su nombre a Hipólito Coronado (1840-1876), un coronel venal y sanguinario a quien Lorenzo Latorre hizo asesinar.
Se creó en 1885 junto a Campodónico y Franquía, a partir de la distribución de parcelas en la rinconada de los ríos Uruguay y Cuareim.

## Población
Según el censo de 2011 la localidad contaba con una población de 438 habitantes.
| 360           | 441 | 403 | 373 | 469 | 438 |
| (Fuente: INE) |     |     |     |     |     |

## Economía
La zona tiene como principal actividad la producción hortícola.